# Constantin Stănescu (ciclist)
Constantin Stănescu (n. 9 mai 1928) este un ciclist român. El a concurat la probele sportive de ciclism individual și ciclism pe echipe la Jocurile Olimpice de Vară din 1952.